# Joe Stump
Joe Stump (Nació el 18 de septiembre de 1960) es un guitarrista estadounidense y compositor. Su estilo es metal neoclásico, un estilo muy similar al de Yngwie Malmsteen. Ha lanzado álbumes con su banda, Reign of Terror y como solista. También toca la guitarra para la banda de metal sinfónico "HolyHell". Stump es un maestro en cuanto a la técnica y velocidad Shred, la revista Guitar One votó por él, por la sexta posición en los 10 más rápidos guitarristas de todo los tiempos. Joe ha enseñado por muchos años en Berklee College of Music en Boston.

## Discografía

### Solista
- Guitar Dominance! (1993)
- Night Of The Living Shred (1994)
- Supersonic Shred Machine (1996)
- Rapid Fire Rondo (1998)
- 2001: A Shred Odyssey (2001)
- Midwest Shredfest (2001)
- Dark Gifts - Rare And Unreleased Tracks (2001)
- Guitar Master (2002)
- Armed And Ready (2003)
- Speed Metal Messiah (2004)
- Shredology (2005)
- Virtuostic Vendetta (2009)
- Revenge Of The Shredlord (2012)
- The Dark Lord Rises (2015)
- Symphonic Onslaught (2019)
- Diabolical Ferocity (2021)

### Con Alcatrazz
- Born Innocent (2020)
- V (2021)

### Con Reign of Terror
- Light In The Sky (1996)
- Second Coming (1999)
- Sacred Ground (2001)
- Conquer & Divide (2003)

### Con Shooting Hemlock
- Clockwatcher (1997)

### Con HolyHell
- Apokalypse (Ep) (2007)
- HolyHell (2009)

## Equipamiento
Stump patrocina y usa las Guitarras ESP, que tienen un mástil festoneado. También usa Amplificadores Marshall (Marshall Amplification), amplificadores Rhino y amplificadores Engl . 
También usa los pedales de la siguiente lista:
- DOD 250 overdrive pre-amp.

- Dunlop crybaby wah-wah.

- Bob Gjika Hot Box tube preamp.

- Boss NS-2 Noise gate.

- Boss DD-3 digital delay.

- Korg SDD - 2000 digital delay.

- Boss CE-3 chorus.

- Boss CS-2 compressor/sustainer.

- Boss BF-2 Flanger.

- Boss octave box.

Joe utiliza cuerdas Ernie Ball calibre .008, .011, .014, .024, .032, .046 y púas 1,5 Dunlop Delrin.